# Jürgen Pauritsch
Jürgen Pauritsch (* 2. Mai 1977 in Graz) ist ein ehemaliger österreichischer Radrennfahrer.
Jürgen Pauritsch wurde 2001 Österreichischer Staatsmeister im Straßenrennen. Außerdem wurde er jeweils Zweiter beim Kirschblütenrennen Wels, bei der nationalen Bergmeisterschaft und in der Gesamtwertung des Uniqa Classic. Daraufhin nahm ihn das Team Nürnberger Versicherung für die folgende Saison unter Vertrag. 2003 bis 2005 war er wegen EPO-Dopings gesperrt. 2006 fuhr er für Aposport Krone Linz und 2007 für das Swiag Pro Cycling Team. 2007 wurde er Vierter bei der österreichischen Zeitfahrmeisterschaft und Siebter im Straßenrennen.

## Erfolge
2001
- Österreichischer Straßenmeister

## Teams
- 2002 Team Nürnberger Versicherung

- 2006 Aposport Krone Linz
- 2007 Swiag Pro Cycling Team